# Сарапулы
Сарапулы — опустевшая деревня в Богородском районе Кировской области

## География
Находится на расстоянии менее 3 километров по прямой на северо-запад от районного центра поселка Богородское.

## История
Деревня известна с 1802 года, когда в ней было учтено 75 жителей мужского пола. В 1905 году учтено дворов 42 и жителей 250, в 1926 44 и 222, в 1950 30 и 117 соответственно. В 1989 году было учтено 6 постоянных жителей .

## Население
Постоянное население  составляло не было учтено как в 2002 году, так и в 2010.